# La Réponse imprévue
La Réponse imprévue est un tableau réalisé par le peintre belge René Magritte en 1932. Cette huile sur toile surréaliste  représente une porte fermée dans laquelle une ouverture grossièrement semblable à la forme d'un corps a été pratiquée. Partie des collections des musées royaux des Beaux-Arts de Belgique, elle est conservée au musée Magritte, à Bruxelles.